# Zethus caridei
Zethus caridei är en stekelart som först beskrevs av Brethes 1906.  Zethus caridei ingår i släktet Zethus och familjen Eumenidae. Inga underarter finns listade i Catalogue of Life.